# Blake Ahearn
Blake Ahearn (ur. 27 maja 1984 w St. Louis) – amerykański koszykarz, występujący na pozycji rozgrywającego, reprezentant Stanów Zjednoczonych, mistrz D-League, po zakończeniu kariery zawodniczej trener koszykarski, obecnie asystent trenera Memphis Grizzlies.
Jako freshman ustanowił rekord NCAA Division I, uzyskując najwyższą w historii skuteczność rzutów wolnych 97,5% (117-120) w trakcie jednego sezonu. W tym samym sezonie trafił 60 rzutów osobistych z rzędu, co okazało się nowym rekordem konferencji Missouri Valley, który wyrównał zresztą rok później. Jako jedyny pierwszoroczniak został też zaliczony do składu  All-Newcomer Team. Karierę akademicką zakończył jako lider wszech czasów NCAA Disivion I w skuteczności rzutów wolnych (94,6%).
20 czerwca 2020 został asystentem trenera Memphis Grizzlies.

## Osiągnięcia
Na podstawie, o ile nie zaznaczono inaczej
NCAA
- Najlepszy pierwszoroczny zawodnik roku konferencji MVC (2004)
- Zaliczony do:
  - I składu:
    - All-MVC (2006, 2007)
    - najlepszych rezerwowych MVC (2005)
    - najlepszych pierwszorocznych zawodników MVC (2004)
    - najlepszych nowo-przybyłych zawodników MVC (2004)
    - zawodników, którzy poczynili największy postęp w MVC (2006)
- 3-krotny lider NCAA w skuteczności rzutów wolnych (2004–2006)[5]

D-League
- Mistrz D-League (2015)
- Debiutant Roku (2008)
- MVP meczu gwiazd D-League (2009)
- Zaliczony do:
  - I składu D-League (2009, 2012)
  - II składu D-League (2008)
  - składu All D-League Honorable Mention (2011)
- 2-krotny uczestnik meczu gwiazd D-League (2009, 2011)
- Lider:
  - strzelców D-League (2012)
  - ligi w skuteczności rzutów wolnych (2008–2012)
- 3-krotny zawodnik tygodnia (09.02.2009, 14.02.2011, 03.01.2012)
- Zwycięzca konkursu rzutów za 3 punkty (2009)
- 3-krotny uczestnik konkursu rzutów za 3 punkty (2009, 2010, 2012)

Inne
- Mistrz Ukrainy (2014)
- Zdobywca Pucharu Ukrainy (2014)
- Wicemistrz Portoryko (2015)

Reprezentacja
- Brązowy medalista Igrzysk panamerykańskich (2011)[6]

Trenerskie
- Mistrz G-League (2018)[7]